# Witold Małcużyński
Witold Małcużyński (ur. 10 sierpnia 1914 w Koziczynie (ob. lit. Kazokinė) na Wileńszczyźnie koło Święcian, zm. 17 lipca 1977 w Palma de Mallorca) – polski pianista, laureat III nagrody na III Międzynarodowym Konkursie Pianistycznym im. Fryderyka Chopina (1937).

## Życiorys

### Młodość i wykształcenie
Urodził się w rodzinie Witolda i Marii z Bortkiewiczów, jego młodszym bratem był Karol Małcużyński, poseł na Sejm i dziennikarz. Na fortepianie zaczął grać w wieku pięciu lat, ale systematyczną naukę podjął, mając lat dziewięć. W latach 1929–1932 uczył się w Konserwatorium Warszawskim w klasie Jerzego Lefelda. W 1932 zdał maturę w Gimnazjum im. Jana Zamoyskiego w Warszawie i został studentem kursu wyższego w Konserwatorium Warszawskim u Józefa Turczyńskiego. W tym czasie rozpoczął także studia prawnicze i filozoficzne na Uniwersytecie Warszawskim, z których jednak zrezygnował. W 1936 ukończył z wyróżnieniem studia w konserwatorium.

### Początki kariery
W 1936 został laureatem Międzynarodowego Konkursu Muzycznego w Wiedniu (V nagroda) oraz zadebiutował w Filharmonii Warszawskiej. W 1937 otrzymał III nagrodę na III Konkursie Chopinowskim w Warszawie.
Po konkursie wyjechał do Paryża i przez kilka miesięcy pobierał lekcje u Marguerite Long i Isidora Philippa. W 1938 wrócił do Polski i odbył tournée po kraju. Pod koniec lata 1939 wyjechał do Paryża, by poślubić francuską pianistkę, Colette Gaveau, poznaną podczas konkursu chopinowskiego.

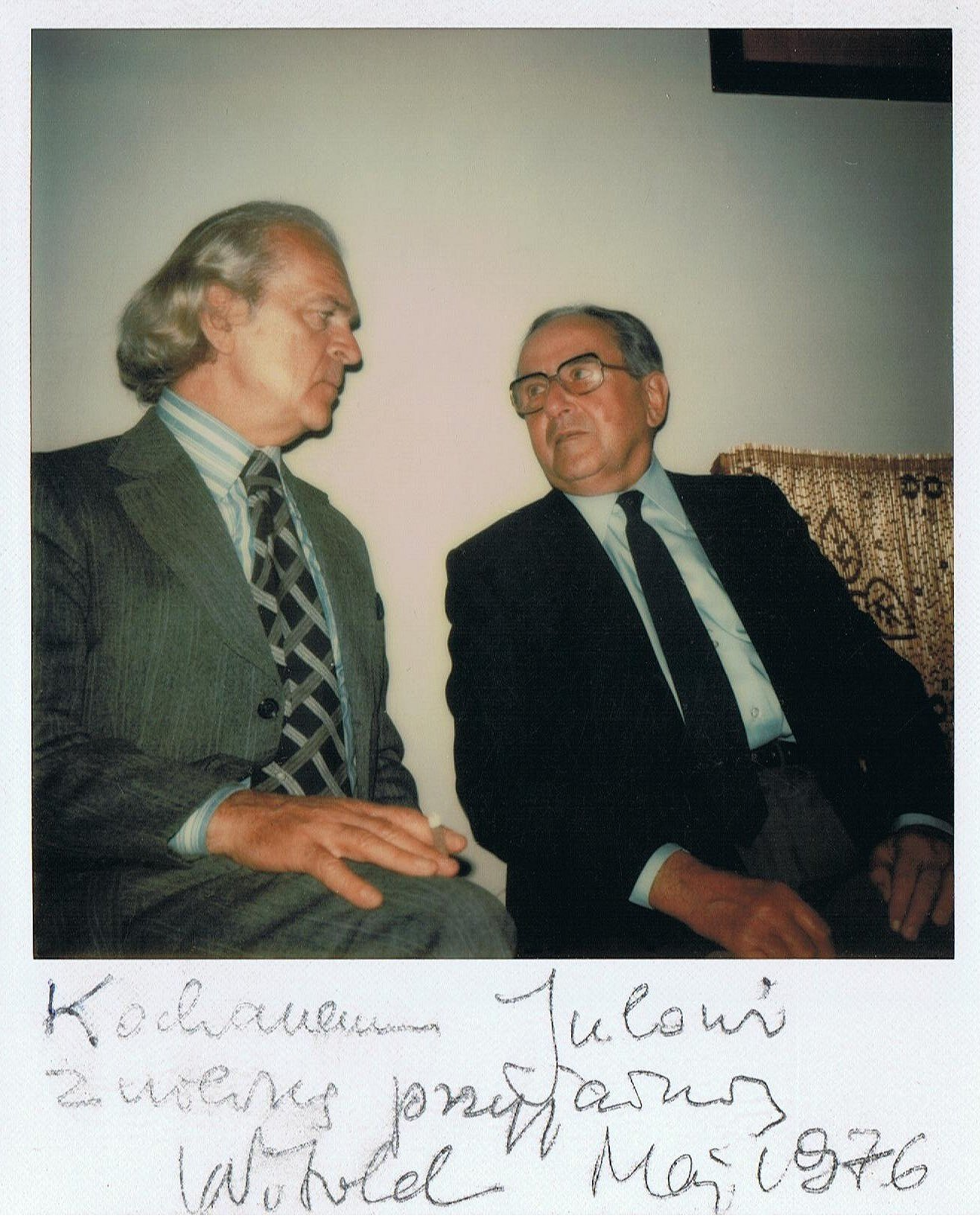
Witold Małcużyński i Julian Godlewski, poznany w Argentynie, długoletni przyjaciel pianisty, Warszawa, 1976

### Okres II wojny światowej
Na początku II wojny światowej przebywał w Paryżu. Zgłosił się do Wojska Polskiego we Francji i dzięki interwencji Ignacego Paderewskiego otrzymał przydział do pracy artystyczno-propagandowej w obozach wojskowych. W styczniu 1940 dał swój pierwszy koncert w Paryżu. W tym samym roku wyjechał wraz z żoną w zaplombowanym wagonie kolejowym do Lizbony. Stamtąd małżeństwo popłynęło statkiem do Argentyny. W listopadzie 1940 dał pierwszy koncert w Buenos Aires. W latach 1940–1942 koncertował z powodzeniem w wielu krajach Ameryki Południowej. Dzięki zyskanej sławie przybył na zaproszenie Yehudi Menuhina do Stanów Zjednoczonych i w kwietniu 1942 wystąpił w nowojorskiej Carnegie Hall. Przez następne trzy lata występował w wielu amerykańskich miastach (Nowy Jork, Boston, Chicago, San Francisco) z wieloma słynnymi dyrygentami. W marcu 1945 Małcużyński dotarł transportem wojskowym do Anglii. 

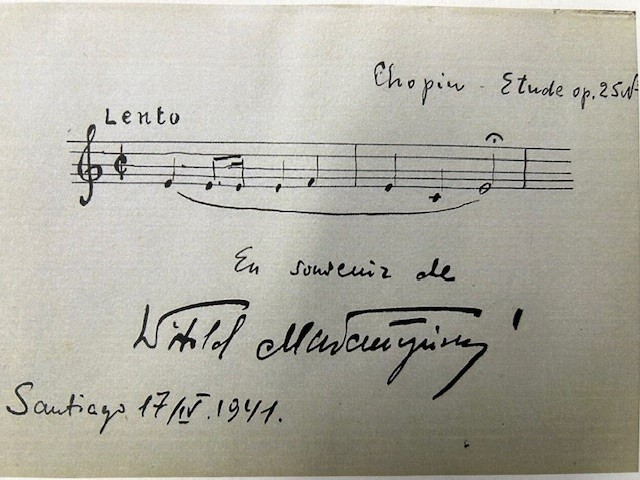
Fragment etiudy Chopina napisany odręcznie przez Witolda Małcużyńskiego (kolekcja prywatna)

### Dalsza kariera
W 1949 odbył światowe tournée z programem chopinowskim z okazji 100. rocznicy śmierci kompozytora. Wystąpił wtedy m.in. w Australii, Nowej Zelandii, Indiach i Sri Lance. W 1958 po raz pierwszy po wojnie przyjechał do Polski. Zagrał w Warszawie, Katowicach, Krakowie i Poznaniu. W 1960 odbył kolejne światowe tournée, tym razem z okazji 150. rocznicy urodzin Chopina (w tym okresie dał ok. 150 koncertów).

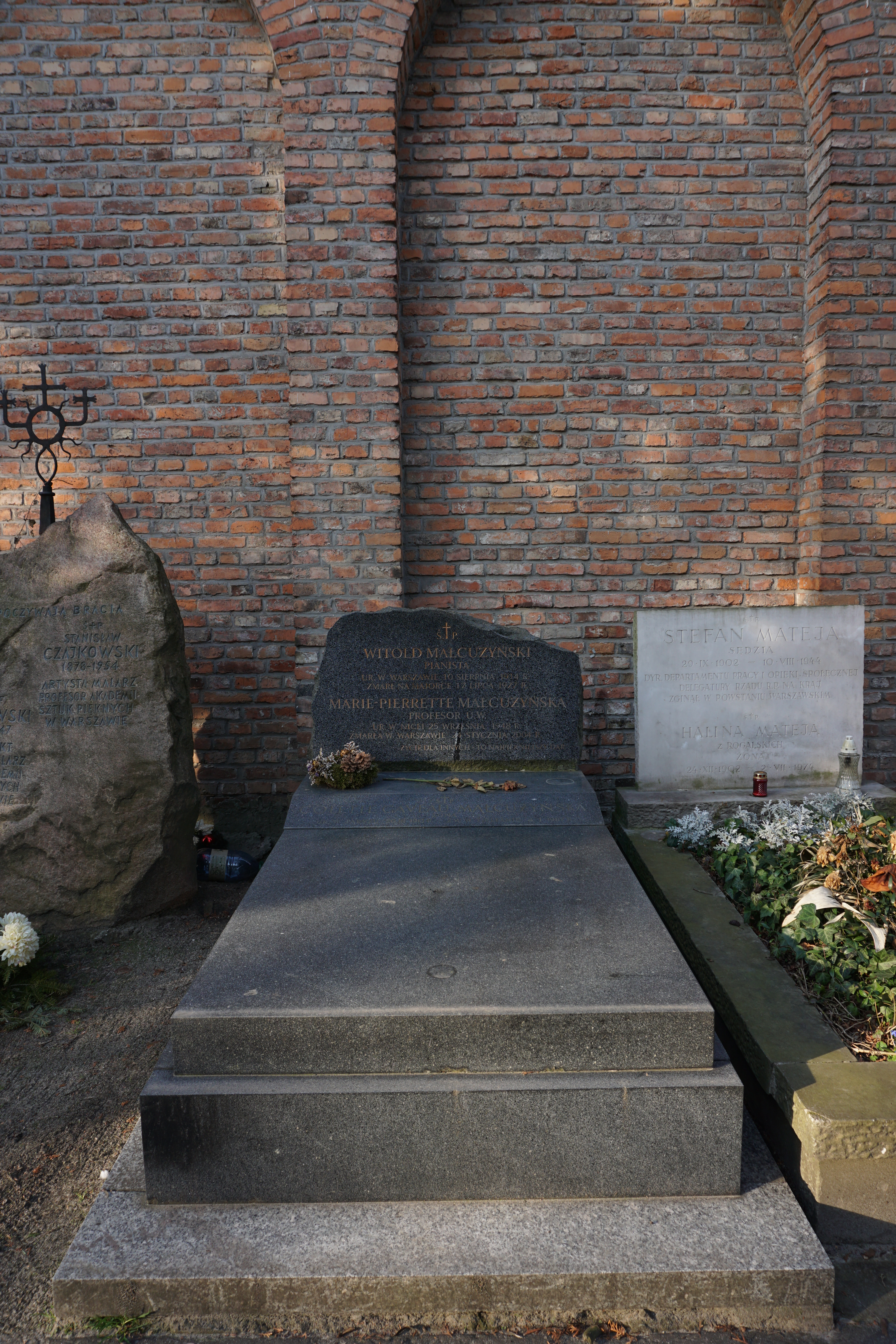
Grób Witolda Małcużyńskiego na cmentarzu Powązkowskim

Był jurorem międzynarodowych konkursów pianistycznych. Trzykrotnie zasiadał w jury Międzynarodowego Konkursu Pianistycznego im. Fryderyka Chopina w Warszawie (1960, 1970, 1975). Był też jurorem Międzynarodowego Konkursu im. Marguerite Long i Jacques’a Thibauda w Paryżu (1946, 1955, 1960, 1965, 1977) oraz Międzynarodowego Konkursu im. Magdy Tagliaferro w Paryżu (1960).
Przyczynił się do zwrotu Polsce przez władze kanadyjskie skarbów wawelskich i pamiątek narodowej kultury, które na okres wojny zostały wywiezione za ocean na przechowanie.
Został odznaczony m.in. Krzyżem Komandorskim z Gwiazdą (pośmietnie, 1977) oraz Krzyżem Oficerskim Orderu Odrodzenia Polski.

### Śmierć
Zmarł na Majorce 17 lipca 1977. Spoczywa na cmentarzu Powązkowskim w alei zasłużonych (1 rząd, 31 miejsce).

## Informacje dodatkowe
- Był pierwszym Polakiem uczącym się (w latach 50. i 60. XX wieku) jogi metodą B.K.S. Iyengara[17], którą stosował podczas przygotowań do koncertów.

## Repertuar i dyskografia

### Repertuar
Dysponował bogatym repertuarem, w którym znajdowały się utwory m.in. Fryderyka Chopina, Ferenca Liszta, Piotra Czajkowskiego, Johannesa Brahmsa, Karola Szymanowskiego, Aleksandra Skriabina, Claude’a Debussy’ego, Siergieja Rachmaninowa, Beli Bartóka i Siergieja Prokofiewa. Nagrywał m.in. dla wytwórni Columbia i EMI.

### Wybrana dyskografia (CD)
Pozostawił wiele nagrań, wśród których znalazły się:

- 1989 Witold Małcużyński Plays Chopin (Polskie Nagrania)
- 1993 Witold Małcużyński • Fantasies-Nocturnes-Scherzos (Allegro Corporation)
- 1993 Malcuzynski Plays Chopin • Grand Polonaise, Volume 2 (Allegro Corporation)
- 1994 Malcuzynski: Artist Profile (Chopin: Piano Concerto No. 2/Piano Sonata No. 3/Waltzes/Mazurkas) (EMI Classic)
- 1999 Witold Małcuzynski • Chopin-Rachmaninov (Dante)
- 2000 Witold Malcuzynski Plays Chopin, Liszt and Szymanowski (Piano Masters) (Pearl)
- 2001 Witold Malcuzynski • Brahms-Beethoven-Chopin (Aura Classics)
- 2001 Witold Malcuzynski Plays Great Romantic Piano Music (2CD) (Royal Long Players)
- 2003 Witold Małcużyński Brahms-Franck-Bach-Busoni (Polskie Nagrania)
- 2006 Witold Małcużyński • Johannes Brahms Piano Concerto No.1 in D minor op. 15 (Polskie Nagrania)
- 2007 Witold Małcużyński • Chopin: Piano Concerto No. 2, Rachmaninov: Piano Concerto No. 3 (nagr. 1946-1949) (Guild)
- 2007 Witold Malcuzynski Intermezzo (Fabula Classica)
- 2010 Witold Małcużyński • Chopin (digipack) (Polskie Radio)

## Upamiętnienie
Jego imieniem nazwano ulice w Białogardzie, na warszawskim Natolinie, gdańskim osiedlu Suchanino, w radomskim Pruszakowie, Kościerzynie, Zielonce, Słupsku i Jeleniej Górze. 